# Península balcánica
La península balcánica o península de los Balcanes, en parte corresponde a los Balcanes, es una de las tres grandes penínsulas del sur de Europa, continente al que está unida por los montes Balcanes al este (cordilleras que han dado nombre a la península) y los Alpes dináricos, al oeste.

## Características generales
Se encuentra rodeada de mares por tres de sus lados: el Adriático y el Jónico al oeste; el Egeo al sur; y el Mármara y el Negro al este. Al norte, se delimita la península generalmente por el curso de los ríos Danubio —el principal de la zona—, Sava y Kupa. Está separada de Asia por los estrechos de los Dardanelos y del Bósforo. Al oeste, los Alpes dináricos separan el interior del mar Adriático. En el sur, diversos ríos —entre ellos el Vardar y el Struma— que desembocan en el Egeo, facilitan el acceso al centro peninsular. La principal ruta de comunicación norte-sur la componen los ríos Morava y Vardar, que en conjunto casi cruzan toda la península.
Esta región comprende una superficie total de más de 550 000 km² y tiene una población de casi 53 millones de habitantes. Su nombre proviene de la cadena montañosa homónima en turco, situada en el centro de Bulgaria.
La península, administrativamente, pertenece a los siguientes Estados: Albania, Bosnia y Herzegovina, Bulgaria, Croacia, Eslovenia, Grecia, Macedonia del Norte, Montenegro, Rumania, Serbia y la región turca de Tracia Oriental. Diversas ciudades sirven de canal comercial con el interior de la península: en el oeste, Dubrovnik, Split; en el este Constanza, Burgas y Varna; y en el sur, la principal, Salónica.
Una cadena montañosa de unos 650 m s. n. m. atraviesa dicha península, separando Bulgaria de Rumanía, entre las cuencas del Danubio, el Mármara, el archipiélago de las islas Espóradas y los Dardanelos, a la que corresponde la montaña de Yumkusal (2380m).
La vertiente meridional es mucho más abrupta que la del norte. Bosques de coníferas y caducifolias. El valle de Iskar y los puertos de Sipka y de Trojan son los pasos más importantes.
Con el topónimo Hemo se aludía en la antigüedad al macizo montañoso de los Balcanes, en Bulgaria, que se prolonga de oeste a este desde Serbia hasta el mar Negro.

## Composición política
Los países y entidades incluidos en la región son los siguientes:
- Albania (en su totalidad);
- Bosnia y Herzegovina (en su totalidad);
- Bulgaria (en su totalidad);
- Croacia (en parte: Dalmacia, Istria y los territorios al sur del río Save: 50%);
- Eslovenia (parte suroccidental);
- Grecia (Grecia continental);
- Kosovo; (en su totalidad)
- Macedonia del Norte (en su totalidad);
- Montenegro (en su totalidad);
- Rumania (Dobruja: 6%);
- Serbia (excepto Voivodina);
- Turquía (Tracia Oriental: 3%)

Aunque estrictamente Hungría y Moldavia no estén dentro de la península de los Balcanes, suelen ser incluidas en la región de los Balcanes (países balcánicos) por motivos históricos y culturales. La complicada historia de esta región, caracterizada por las frecuentes divisiones y subdivisiones de los Estados desde al menos la segunda mitad del siglo XIX, ha dado origen al concepto de «balcanización» que se aplica, incluso, a territorios muy distantes de los Balcanes. «Balcanización» significa la división generalmente violenta y artificial por potencias extrarregionales de los territorios de los países que integran una región.

## Idiomas
En los Balcanes se hablan lenguas indoeuropeas, algunas de diferentes subfamilias de dicha familia de lenguas: entre las mayoritarias un grupo de eslavas (el búlgaro, el serbo-croata, el esloveno y el macedonio, entre otras), la griega, la albanesa y un grupo de lenguas neolatinas (la rumana, la moldava –identificada con la rumana– y la aromuna –o valaca–, entre otras). Hay pequeñas áreas donde se habla el húngaro, el alemán, el turco y el italiano; y en comunidades dispersas por toda la península el romaní (comunidades gitanas) y los idiomas vinculados a las comunidades judías (yiddish y judeoespañol).
| Estado               | Lengua más hablada | Porcentaje mayoritario | Minorías lingüísticas                                                           |
| -------------------- | ------------------ | ---------------------- | ------------------------------------------------------------------------------- |
| Albania              | Albanés            | 98%                    | 2% otros                                                                        |
| Bosnia y Herzegovina | Bosnio             | 53%                    | 31% serbio (oficial), 15% croata (oficial), 2% otros                            |
| Bulgaria             | Búlgaro            | 86%                    | 8% turco, 4% romaní, 1% otros, 1% sin especificar                               |
| Croacia              | Croata             | 96%                    | 1% serbio, 3% otros                                                             |
| Grecia               | Griego             | 99%                    | 1% otros                                                                        |
| Kosovo               | Albanés            | 94%                    | 2% bosnio, 2% serbio (oficial), 1% turco, 1% otros                              |
| Montenegro           | Serbio             | 43%                    | 37% montenegrino (oficial), 5% albanés, 5% bosnio, 5% otros, 4% sin especificar |
| Macedonia del Norte  | Macedonio          | 67%                    | 25% albanés (oficial), 4% turco, 2% romaní, 1% serbio, 2% otros                 |
| Rumanía              | Rumano             | 85%                    | 6% húngaro, 1% romaní, 8% otros                                                 |
| Serbia               | Serbio             | 88%                    | 3% húngaro, 2% bosnio, 1% romaní, 3% otros, 2% sin especificar                  |
| Eslovenia            | Esloveno           | 91%                    | 5% serbocroata, 4% otros                                                        |
| Turquía              | Turco              | 85%                    | 12% kurdo, 3% otros y sin especificar                                           |

## Urbanización
La mayoría de los Estados de los Balcanes están predominantemente urbanizados, y el menor número de población urbana en % de la población total se encuentra en Kosovo, con menos del 40%, Bosnia y Herzegovina, con el 40%, y Eslovenia, con el 50%.

### Lista de las mayores ciudades
| Ciudad       | País                 | Aglomeración | Ciudad sola | Año  |
| ------------ | -------------------- | ------------ | ----------- | ---- |
| Estambul [b] | Turquía              | 10.097.862   | 10.097.862  | 2019 |
| Atenas       | Grecia               | 3.753.783    | 664.046     | 2018 |
| Bucarest     | Rumanía              | 2.272.163    | 1.887.485   | 2018 |
| Sofía        | Bulgaria             | 1.995.950    | 1.313.595   | 2018 |
| Belgrado     | Serbia               | 1.659.440    | 1.119.696   | 2018 |
| Zagreb       | Croacia              | 1.113.111    | 792.875     | 2011 |
| Tekirdağ     | Turquía              | 1.055.412    | 1.055.412   | 2019 |
| Salónica     | Grecia               | 1.012.297    | 325.182     | 2018 |
| Tirana       | Albania              | 800.986      | 418.495     | 2018 |
| Liubliana    | Eslovenia            | 537.712      | 292.988     | 2018 |
| Skopie       | Macedonia del Norte  | 506.926      | 444.800     | 2018 |
| Constanza    | Rumanía              | 425.916      | 283.872     | 2018 |
| Craiova      | Rumanía              | 420.000      | 269.506     | 2018 |
| Edirne       | Turquía              | 413.903      | 306.464     | 2019 |
| Sarajevo     | Bosnia y Herzegovina | 413.593      | 275.524     | 2018 |
| Cluj-Napoca  | Rumanía              | 411.379      | 324.576     | 2018 |
| Plovdiv      | Bulgaria             | 396.092      | 411.567     | 2018 |
| Varna        | Bulgaria             | 383.075      | 395.949     | 2018 |
| Iași         | Rumanía              | 382.484      | 290.422     | 2018 |
| Brașov       | Rumanía              | 369.896      | 253.200     | 2018 |
| Kırklareli   | Turquía              | 361.836      | 259.302     | 2019 |
| Timișoara    | Rumanía              | 356.443      | 319.279     | 2018 |
| Novi Sad     | Serbia               | 341.625      | 277.522     | 2018 |

(b) Solo la parte europea de Estambul forma parte de los Balcanes. En ella viven dos tercios de los 15.519.267 habitantes de la ciudad.

## Zonas horarias
Los husos horarios de los Balcanes se definen como sigue:
- Territorios en el huso horario de UTC+01:00: Albania, Bosnia y Herzegovina, Croacia, Kosovo, Montenegro, Macedonia del Norte, Serbia y Eslovenia.
- Territorios en el huso horario de UTC+02:00: Bulgaria, Grecia y Rumanía
- Territorios en el huso horario de UTC+03:00: Turquía